# Ogallala
Ogallala és una població dels Estats Units a l'estat de Nebraska. Segons el cens del 2000 tenia 4.930 habitants.

## Demografia
Segons el cens del 2000, Ogallala tenia 4.930 habitants, 2.052 habitatges, i 1.339 famílies. La densitat de població era de 568,2 habitants per km².
Dels 2.052 habitatges en un 31,5% hi vivien nens de menys de 18 anys, en un 53% hi vivien parelles casades, en un 9,5% dones solteres, i en un 34,7% no eren unitats familiars. En el 30,7% dels habitatges hi vivien persones soles el 14,7% de les quals corresponia a persones de 65 anys o més que vivien soles. El nombre mitjà de persones vivint en cada habitatge era de 2,35 i el nombre mitjà de persones que vivien en cada família era de 2,94.
Per edats la població es repartia de la següent manera: un 26,5% tenia menys de 18 anys, un 6,7% entre 18 i 24, un 26,5% entre 25 i 44, un 21,9% de 45 a 60 i un 18,4% 65 anys o més.
L'edat mediana era de 39 anys. Per cada 100 dones de 18 o més anys hi havia 85 homes.
La renda mediana per habitatge era de 32.141 $ i la renda mediana per família de 39.688 $. Els homes tenien una renda mediana de 27.436 $ mentre que les dones 18.292 $. La renda per capita de la població era de 17.674 $. Aproximadament el 5% de les famílies i el 7,8% de la població estaven per davall del llindar de pobresa.

## Poblacions més properes
El següent diagrama mostra les poblacions més properes.